# Lin Sheng
Lin Sheng, née le 5 janvier 1994, est une escrimeuse chinoise, originaire de Fuzhou. Elle combat à l'épée. Gauchère, elle utilise une poignée crosse.

## Carrière
En 2019, elle a remporté des médailles aux championnats d'Asie et aux championnats du monde en individuel.

## Palmarès
- Championnats du monde d'escrime
  -  Médaille d'or par équipes aux championnats du monde 2019 à Budapest
  -  Médaille d'argent en individuel aux championnats du monde 2019 à Budapest
  -  Médaille de bronze par équipes aux championnats du monde 2018 à Wuxi

- Épreuves de coupe du monde
  -  Médaille d'argent au Grand Prix Westend à Budapest sur la saison 2017-2018
  -  Médaille d'argent par équipes à la coupe du monde de Barcelone sur la saison 2019-2020
  -  Médaille de bronze par équipes à la coupe du monde de Kazan sur la saison 2019-2020

- Championnats d'Asie
  -  Médaille d'or par équipes aux championnats d'Asie 2014 à Suwon
  -  Médaille d'or par équipes aux championnats d'Asie 2018 à Bangkok
  -  Médaille d'argent en individuelle aux championnats d'Asie d'escrime 2019 à Tokyo
  -  Médaille d'argent par équipes aux championnats d'Asie d'escrime 2019 à Tokyo

## Classement en fin de saison
| Année | 2010 | 2011 | 2012 | 2013 | 2014 | 2015 | 2016 | 2017 | 2018 | 2019 |
| ----- | ---- | ---- | ---- | ---- | ---- | ---- | ---- | ---- | ---- | ---- |
| Rang  | 196  | 46   | 60   | 124  | 41   | 62   | 77   | 299  | 27   | 2    |